# Lijst van voetbalinterlands Armenië - Letland (vrouwen)
Deze lijst van voetbalinterlands is een overzicht van alle officiële voetbalwedstrijden tussen de nationale vrouwenteams van Armenië en Letland. De landen hebben tot nu toe één keer tegen elkaar gespeeld.

## Wedstrijden
| № | Plaats   | Datum            | Competitie           | Wedstrijd         | Uitslag |
| - | -------- | ---------------- | -------------------- | ----------------- | ------- |
| 1 | Sarajevo | 23 november 2006 | EK 2009 kwalificatie | Armenië − Letland | 1 − 0   |

## Samenvatting
| Competitie      | Totaal gespeeld | Winst Armenië | Gelijk | Winst Letland | Doelsaldo Armenië – Letland |
| --------------- | --------------- | ------------- | ------ | ------------- | --------------------------- |
| EK-kwalificatie | 1               | 1             | 0      | 0             | 1 − 0                       |
| Totaal          | 1               | 1             | 0      | 0             | 1 − 0                       |